# Компанієць Ірина Вікторівна
Іри́на Компані́єць (* 1993) — українська гандболістка; гравчиня збірної України з гандболу.  Майстер спорту України міжнародного класу (2025).

## З життєпису
Народилась 1993 року в місті Кривий Ріг.
Гандболістка, лівий захисник. Виступала за клуби:
- «Спарта» (2010—2011)
- «Карпати» (2014—2017)
- «Ювента Міхаловце» (2018 — станом на 2023 рік)

Гандболістка року сезону 2017/2018.
Станом на жовтень 2023 року — капітан збірної України з гандболу. Учасниця чемпіонату світу 2023 року.